# Streblus mauritianus
Streblus mauritianus là một loài thực vật có hoa trong họ Moraceae. Loài này được (Jacq.) Blume miêu tả khoa học đầu tiên năm 1856.